# VIII Batallón de Fortaleza de la Luftwaffe
El VIII Batallón de Fortaleza de la Luftwaffe (VIII. Luftwaffen-Festungs-Bataillon) fue una unidad de la Luftwaffe durante la Segunda Guerra Mundial.

## Historia
Fue formado en septiembre de 1944 a partir del 1208.º Batallón de Campaña de la Luftwaffe, con 3 compañías, fue transferido al VII Ejército en Eifel. Para la formación se recurrió a personal de la Escuela de pilotos 8 en Wiener Neustadt, Escuela de pilotos 16 en Burg, Escuela de pilotos 18 en Lüben y Escuela de pilotos 33 en Prag-Rusin. El 12 de septiembre de 1944, el batallón llegó al sur de Aquisgrán, donde fue subordinado a la 353.ª División de Infantería. El 13 de septiembre de 1944 el batallón se trasladó a Stolberg destinado a la 105.ª Brigada Panzer. En Stolberg, hubo intensos combates en los que el batallón sufrió numerosas bajas. Fue supuestamente asumido por la 116.ª División de Infantería el 27 de septiembre de 1944. El 16 de octubre de 1944, el batallón fue absorbido por la 12.ª División Volksgrenadier. El batallón fue disuelto oficialmente por resolución del 31 de octubre de 1944 (O.K.H./GenStdH/Org.Abr. Nr. I/20262/44 geh.Kdos).
| Unidad       | Correo Postal |
| Plana Mayor  | 62216 A       |
| 1.ª Compañía | 62216 B       |
| 2.ª Compañía | 62216 C       |
| 3.ª Compañía | 62216 D       |